# HMS Minotaur (1816)
Pour les autres navires du même nom, voir HMS Minotaur.
Le HMS Ganges est un vaisseau de 74 canons de la classe Ganges (en) en service dans la Royal Navy au XIXe siècle. Lancé le 15 avril 1816 aux chantiers navals de Chatham, il est retiré du service actif en 1842 et démoli en 1869.